# كهف قوري قلعة
كهف قوري قلعة المائي (بالفارسية: غار قوری قلا) أكبر كهف مائي إيراني في الشرق الأوسط والثاني على مستوى العالم حيث يبلغ طوله 12 كيلو متر وعمقه 3140 متر ، والذي يعود تأريخه ل65 مليون سنة. وقد أُدرِجَ في قائمة آثار إيران الطبيعية الوطنية السبعة.

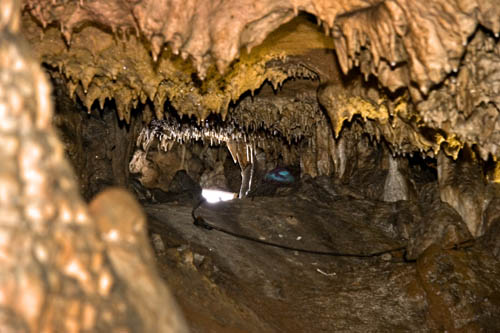
كهف قوري قلعة والذي يعود تأريخه ل65 مليون سنة

## الموقع
يقع كهف قوري قلعة المائي على مسافة 86 كيلو متر عن مدينة كرمانشاه غرب إيران. وعلى بعد 25 كيلومتراً من مدينة روانسر وبالقرب من الشارع الفاصل بين روانسر - باوه وبجوار قرية تحمل نفس الاسم. 

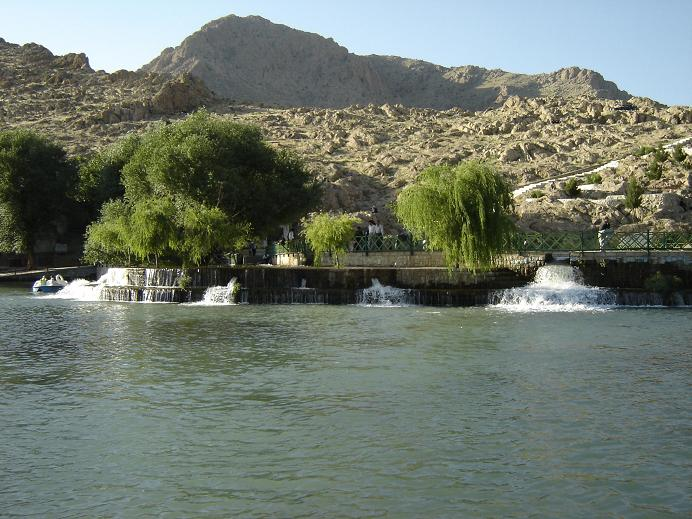
منظر عام لكهف قوري قلعة المائي

## تأريخ الكهف
يرجع تاريخ هذا الكهف إلى 65 مليون سنة وتم اكتشافه قبل 30 سنة فقط ويُعتبَر ضمن السبع اثار المعروفة في إيران، قام فريق من علماء الاثار الإنكليز باكتشاف الكهف في العام 1355 هجري شمسي وفي العام 1356 هجري شمسي اكتشف فريق فرنسي الكهف بشكله الكامل.

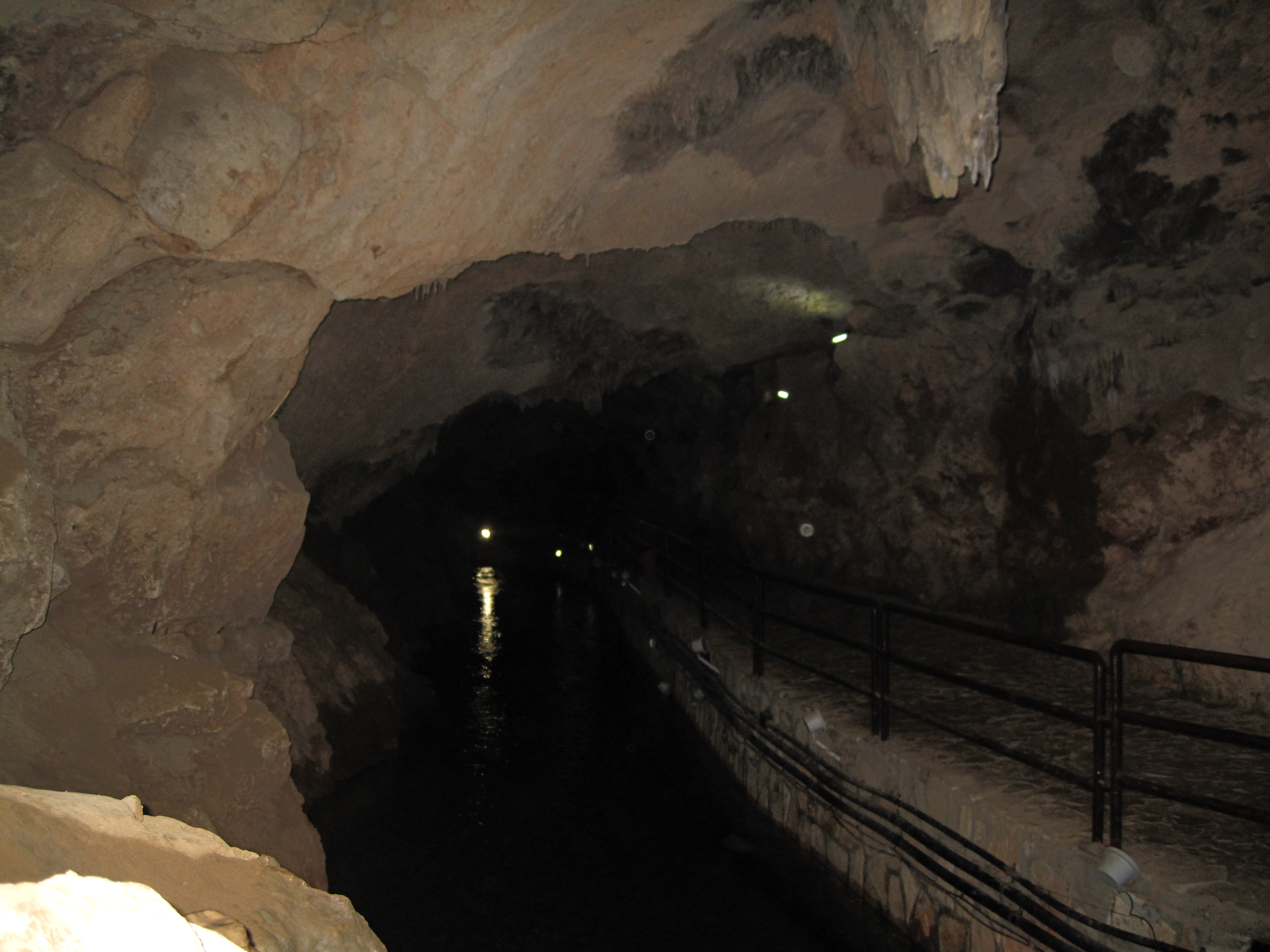
كهف قوري قلعة من الداخل

## اقسام الكهف
• القسم الأول من الكهف: وهو بطول 500 متر، وتوجد فيه قاعتا مريم وسنان البعير. ويوجد في هذه القاعة اشكال مختلفة نحتتها المياه على مر السنين وهي تشبه من حيث الشكل وجه البعير، وسنان البعير، والافعى، والبغبغاء  الذئب، والاسد الصخري، والبيت الابيض، والقلب، والسفينة، وبرج بيزا، وآسيا زوجة فرعون، وأبو الهول، وبابا نوئل، وتمثال فردوسي، وصورة مشابهة لصورة السيدة مريم.
• القسم الثاني من الكهف:  وهو بطول 1000 متر ويوجد فيه قاعة الصلاة وقاعة البلور وقاعة العروس.

## محتويات الكهف
- الأحواض: يتميز الكهف باحتوائه على احواض جميلة وبعرض 14 متراً وتكون درجة حرارة الماء فيها 7 إلى 11 درجة وهي ثابتة على مدار السنة.[8]

- القاعات: يحوي هذا الاثر الطبيعي على قاعات جميلة بمساحات 1400 متر وكذلك 500 متر وسميت بأسماء (به مريم، سنام البعير، طريق البرزخ، البلور، العروس). وهذه القاعات بالتفصيل:-

قاعة الصلاة فتقع على بعد 550 متراً من البداية، وبجانبها نفق بطول 12 متراً وعرض 8 امتار ويُعرَف بنفق البرزخ وبما ان المياه تصل إلى سقف النفق لم يستطع العلماء من الاستمرار في الحفر.
قاعة البلور اما على بعد 1000 متر من هذه القاعة والتي بداخلها حوض جميل جداً، ان وجود القناديل المعلقة في السقف والتي تعطي اصواتاً جميلة تزيد الكهف جمالاً مضاعفاً بحيث ان اغلب السياح والخبراء متفقون على ان هذا الحوض هو الأجمل عالمياً على الإطلاق.
قاعة العروس تقع هذه القاعة على عمق 1500 متر وهي مثيرة وجميلة جداً في كهف قوري قلعة، ان الاحجار الموجودة في هذه القاعة من الكريستال ولشدة لمعانه فأنه يمكن مشاهدة آثار الأقدام عند المشي عليها.  
- الشلالات: ان وجود الشلالات وبأرتفاعات تصل من 10 إلى 12 متراً وعلى عمق 1700 متر في الكهف يجعله فريداً وجذاباً جداً.

- قناديل الكريستال: ان قناديل الكريستال المعلقة في السقف هي من الرسوبات الجبصينية وممتده على طول الكهف وفي بعض المناطق يصل طولها إلى 8 امتار.[11]

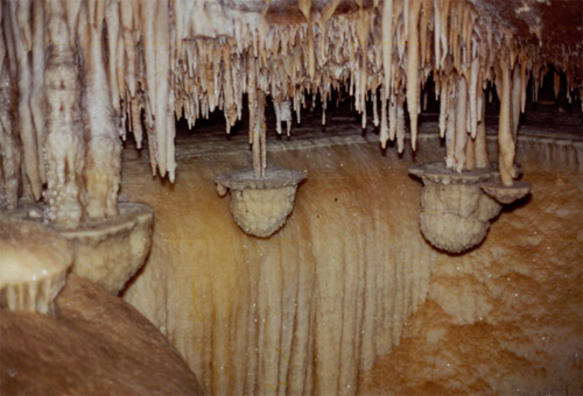
قناديل الكريستال المعلقة